# Jupoata robusta
Jupoata robusta là một loài bọ cánh cứng trong họ Cerambycidae.